# Dog Faced Hermans
A Dog Faced Hermans egy skót együttes volt, amely több műfajban is játszott. Négy tag alkotta: Marion Coutts, Andy Moor, Colin McLean és Wilf Plum. 
1986-ban alakultak meg Edinburgh-ban. Zeneileg széles repertoárjuk volt: főleg post-punkot játszottak, de jelen voltak az anarcho-punk, az avant-punk, a noise rock és az experimental ("kísérletezős") rock műfajokban is. Zenéjükben elvegyültek népzenei és dzsesszes elemek is. 
A zenekar egy "Volunteer Slavery" nevű együttes "romjaiból" alakult meg. Nevüket a Frankenstein című horrorfilm-klasszikus egyik jelentéről kapták, ahol egy nő azt álmodja, hogy a Herman nevű férje kutyává változik. Fennállásuk alatt 5 nagylemezt jelentettek meg. Albumaikat a Demon Radge, Calculus Records, Vinyl Drip, Konkurrel és Alternative Tentacles kiadók jelentették meg. 1991-ben Magyarországon is felléptek, a Fekete Lyuk klubban. Az együttesnek jelentős kötődése volt a holland The Ex punkzenekarhoz. A Dog Faced Hermans 1995-ben feloszlott.

## Diszkográfia
Stúdióalbumok
- Everyday Timebomb (1989)
- Mental Blocks for All Ages (1991)
- Humans Fly / Everyday Timebomb (1991)
- Hum of Life (1993)
- Those Deep Buds (1994)